# Stacyini rytíři
Stacyini rytíři (v anglickém originále The Touch) je americký dramatický film z roku 1983. Režisérem filmu je Jim Wilson. Hlavní role ve filmu ztvárnili Kevin Costner, Andra Millian, Eve Lilith, Mike Reynolds a Garth Howard. 

## Obsazení
| Kevin Costner | Will Bonner     |
| Andra Millian | Stacy Lancaster |
| Eve Lilith    | Jean Dennison   |
| Mike Reynolds | Shecky Poole    |
| Garth Howard  | pan C           |
| Ed Semenza    | The Kid         |
| Don Hackstaff | Lawyer          |
| Loyd Catlett  | Buster          |